# 男のラジオTO-NITE
- 男のラジオTONIGHT[1]
- 男のラジオトゥナイト

男のラジオTO-NITE（おとこのラジオトゥナイト）は、1976年10月11日から1978年3月31日まで、ラジオ関東（現・アール・エフ・ラジオ日本）で放送されていたラジオ番組。
『ラジオ関東バッチリナイター』（現・ラジオ日本ジャイアンツナイター）の放送の無いナイターオフ期の番組であった。放送時間は1976年度（1976年10月11日 - 1977年4月1日）は月曜日から金曜日まで毎日の19:30 - 21:30、1977年度（1977年10月3日 - 1978年3月31日）は月曜日から金曜日まで毎日の19:00 - 21:00（帯番組）。

## 概要
メインパーソナリティは神太郎、アシスタントには女優や女子大生らが出演。当時の日活ロマンポルノの女優が多く出演していた。
当初は、「スポーツ」「ギャンブル」「お色気」の3つを軸とした番組としてスタート。『ギャンブル・オール・アバウト』のコーナーでは競馬、競輪、麻雀、パチンコなどあらゆるギャンブルにおいて勝つ方法を、その道の専門家が出演して丁寧に指南・指導を行っていた。「夕刊タブロイド紙のラジオ版」とも言われており、パーソナリティの神太郎もこの番組のスタートについて「第二の大橋巨泉を目指しています」と話していたことがある。
なおこの番組は、ナイターシーズン中『ラジオ関東バッチリナイター』が編成されている間も、雨傘番組としても常に設定されていた。

## 出演者
- メインパーソナリティ：神太郎

### アシスタント

#### 1976年度
- 東てる美 （10月、月曜／11月24日 - 12月、水曜／1977年1月10日・1月17日・2月7日・2月14日、月曜）
- 北川たか子 （10月、火曜・金曜）
- 泉じゅん （10月、水曜）
- 田口久美 （10月・11月、木曜）
- 八城夏子 （11月、月曜）
- 山科ゆり （11月 - 12月、火曜／1977年1月24日・1月31日・2月23日）
- 高村ルナ （11月3日 - 11月17日、水曜／12月、月曜）
- 丘ナオミ （11月25日）
- 水城ゆう （11月 - 、金曜）
- 片桐夕子 （12月 - 1977年1月20日、木曜）

- 桂たまき （12月3日）
- 小木日美子 （12月14日、12月20日／1977年1月 - 、火曜）
- 宮井えりな （12月16日／1977年1月 - 、水曜）
- 中島葵 （12月27日）
- 結城マミ （1977年1月3日・1月7日）
- 岡本麗 （1977年1月24日／2月28日 - 3月28日、月曜）
- 梢ひとみ （1977年2月24日 - 3月3日、木曜）
- 夏樹陽子 （1977年3月10日）
- 竹田かほり （1977年3月24日）

#### 1977年度
- 有吉ジュン （月曜などレギュラー）
- 木ノ葉のこ （火曜などレギュラー）
- 東てる美 （水曜などレギュラー）
- あき竹城 （10月5日・10月13日・10月20日・11月9日・11月22日・11月29日・1978年1月25日・2月16日・2月21日・2月27日～3月23日）
- 宮井えりな （10月7日・11月23日・12月15日・12月22日・1978年1月5日～2月2日（木曜）・2月10日・3月30日）
- かたせ梨乃 （金曜レギュラー）
- 夏樹陽子 （11月2日）
- 水城ゆう （11月10日・11月24日・12月8日・12月12日）

### コーナー出演者
- 玉本伺郎 （パチンコ担当）
- 窪田康夫 （競馬担当）
- 渡辺正人 （競馬担当）
- 笹川忠 （競馬担当）
- 所貞夫 （競馬担当）
  - 他

## 主なコーナー
- スポーツ・フラッシュニュース
- 芸能・フラッシュニュース
- ギャンブル・オール・アバウト
  - パチンコ必勝法
  - 競馬予想・競馬必勝法
  - 雀界紳士録
  - など
- TO-NITEフォーラム
- TO-NITEゲーム＆クイズ
- TO-NITEホットライン
- TO-NITEリクエストベスト5
- ジャイアンツスペシャル
- 雪山だより
- 八田功次郎の突撃レポート
- ハイカラ球談 （1977年度）
- 王貞治のキャンプ日記 （1978年2月）